# Bakaka (Kiribati)
Bakaka ist ein Ort im südlichen Teil des pazifischen Archipels der Gilbertinseln nahe dem Äquator im Staat Kiribati. 2020 wurden 440 Einwohner gezählt.

## Geographie
Der Ort ist die zentrale Siedlung der Insel Tamana, mit der Inselverwaltung, der Tamana Church und dem Bakaka Maneaba, einem traditionellen Versammlungshaus. Der Ort liegt wie alle drei Siedlungen an der Westküste von Tamana. Eine Verbindungsstraße führt nach Osten zur medizinischen Station der Insel. Der durch das Riff gesprengte Bootskanal ermöglicht es, mit dem Boot bis an die Küste heranzufahren.

## Klima
Das Klima ist tropisch heiß, wird jedoch von ständig wehenden Winden gemäßigt. Ebenso wie die anderen Orte der südlichen Gilbertinseln wird Bakaka gelegentlich von Zyklonen heimgesucht.